# Jagaddipendra Narayan
Jagaddipendra Narayan (Koch Bihar, 15 dicembre 1915 – Calcutta, 11 aprile 1970) fu maharaja di Koch Bihar dal 1922 al 1950.

## Biografia
Nato al Palazzo reale di Koch Bihar, Jagaddipendra era il figlio primogenito del maharaja Jitendra Narayan e di sua moglie, Indira Devi Sahiba.
Venne educato alla St Cyprian's School, Eastbourne, ad Harrow ed infine al Trinity College, Cambridge, nonché al Prince of Wales Royal Indian Military College di Dehradun. Divenne maharaja di Koch Bihar all'età di sette anni alla morte di suo padre il 20 dicembre 1922, venendo incoronato il 24 dicembre di quello stesso anno. Data la sua giovane età, regnò sotto la reggenza di sua madre sino a quando non raggiunse l'età per governare autonomamente, il 6 aprile 1936.
Prestò servizio nel British Army nel corso della seconda guerra mondiale in Africa, ad Assam ed a Burma, oltre che nel sudest asiatico. Presenziò alla resa di Singapore da parte dei giapponesi nel 1945. Fu comandante in capo dell'esercito di Koch Bihar dal 1943 al 1949 nonché colonnello in capo del 1st Cooch-Behar Infantry e delle Rajendra Hazari Guards.
Fu membro della Camera dei Principi indiani (Narendra Mandal).
Nel 1947 siglò il documento che cedeva tutti i propri poteri di regnante al governo dell'India, passaggio che venne formalizzato il 12 settembre 1949. Guidò l'annessione del suo stato al Bengala occidentale dal 1 gennaio 1950.
Morì a Calcutta e venne succeduto nei suoi titoli da suo nipote, Virajendra Narayan, figlio che adottò.

## Matrimoni e figli
Il suo primo matrimonio ebbe luogo in forma privata a Koch Bihar nel 1949 con Nancy Valentine di New York, ex attrice cinematografica. Da questo matrimonio nacque una figlia ma morì poco dopo e la coppia si separò ufficialmente nel 1952. Si risposò una seconda volta a Londra nel 1956 con Georgina May Egan. Il matrimonio venne reso pubblico solo nel 1960, ed a sua moglie venne riconosciuto il titolo di maharani nel gennaio di quello stesso anno. Dopo la morte del marito, si stabilì in Spagna nel 1980, morendovi nel 2013.

## Onorificenze

### Posizioni militari onorarie
| Forza militare      | Unità    | Posizione  | Anno |
| ------------------- | -------- | ---------- | ---- |
| British Indian Army | Esercito | Colonnello | 1947 |